# Margitta Pufe
Margitta Pufe, née Ludewig le 10 septembre 1952 à Gera (Thuringe) et également connue comme Margitta Droese ou Margitta Droese-Pufe, est une athlète est-allemande, spécialiste du lancer du poids et du disque. 
Elle a été médaillée de bronze au poids aux Jeux olympiques de Moscou.

## Palmarès

### Jeux olympiques
- Jeux olympiques d'été de 1976 à Montréal ( Canada)
  - 6e au lancer du poids
- Jeux olympiques d'été de 1980 à Moscou ( Union soviétique)
  -  Médaille de bronze au lancer du poids
  - 5e au lancer du disque

### Championnats d'Europe d'athlétisme
- Championnats d'Europe d'athlétisme de 1978 à Prague ( Tchécoslovaquie)
  -  Médaille de bronze au lancer du poids
  -  Médaille d'argent au lancer du disque

### Championnats d'Europe d'athlétisme en salle
- Championnats d'Europe d'athlétisme en salle de 1977 à Saint-Sébastien ( Espagne)
  - 4e au lancer du poids
- Championnats d'Europe d'athlétisme en salle de 1978 à Milan ( Italie)
  -  Médaille d'argent au lancer du poids